# Винко Голоб
Винко Голоб (Билећа, 22. април 1921 — Лугано, 5. септембар 1995) био је југословенски и хрватски фудбалер.

## Каријера
Каријеру је започео у ШК Славија из Вараждина, где је играо од 1936. до 1940. године, а након тога за ХШК Конкордија из Загреба. Од 1945. године играо је за ГНК Динамо, уместо Фрање Велфа, који се повредио, а на 38 званичних утакмица, постигао је 19 погодака. Од 1947. године играо је за Бохимијан из Прага и тако постао први послератни фудбалер из Динама који је као професионалац играо у иностранству. Од средине 1948. године играо је за француску Тулузу, након тога за Венецију и Виђевано, а каријеру је завршио у Лугану. Након завршетка каријере остао је да живи у Италији.
За репрезентацију Југославије наступио је на једном мечу, 27. јуна 1948. године против репрезентације Албаније у Београду.
Голоб није био класичан везни играч, током утакмица често се повлачио и нападао из позадине, а упамћен је као добар техничар.